# 本因坊策元
本因坊策元（ほんいんぼう さくげん、延宝3年（1675年） - 元禄12年（1699年）は江戸時代の囲碁棋士。江戸生まれ、本姓は佐山、上手。本因坊道策跡目で、道策五弟子の一人と数えられる。法名は日雲。
本因坊道策の跡目道的の1690年の死後、元禄5年（1692年）、18歳五段で道策の再跡目となる。
「この時に兄弟子の桑原道節は争碁を望んだとされるが、道節は井上家を継ぐ。」という記述が当該項目にあったが、道節が井上家の跡目になったのが1690年で、策元が本因坊家の跡目になったのは1692年であり、時系列があわない描写である（道節が跡目をめぐって争碁を望んだのは道的の時のみと思われる）。
策元はこの1692年から御城碁に出仕して扶持を得るようになり、毎年出仕して7局を務めて6勝1敗の戦績を残す。元禄12年（1699年）に25歳で没す。跡目を二人続けて失った道策は、その後は跡目を定めることはなく、神谷道知の成長に期待をかけた。
御城碁戦績
　御城碁では、初年には安井知哲に先番13目勝。元禄9年、井上道節因碩に先番5目勝。元禄10年、4世安井仙角（定先）に白番11目勝などがある。
- 1692年（元禄5年） 先番13目勝 安井知哲
- 1693年（元禄6年） 先番3目勝 安井仙角
- 1694年（元禄7年） 白番2目負 安井仙角
- 1695年（元禄8年） 先番1目勝 安井仙角
- 1696年（元禄9年） 先番5目勝 井上道節因碩
- 1697年（元禄10年） 白番11目勝 安井仙角
- 1698年（元禄11年） 先番8目勝 安井知哲